# Norops sminthus
Norops sminthus este o specie de șopârle din genul Norops, familia Polychrotidae, descrisă de Stephen Troyte Dunn și Emlen în anul 1932. Conform Catalogue of Life specia Norops sminthus nu are subspecii cunoscute.